# シュド・ウエスト SO.1221
SO.1221 ジン
- 用途：軽ヘリコプター
- 製造者：シュド・ウエスト
- 運用者：フランス、西ドイツ
- 初飛行：1953年月日
- 生産数：168機

SO.1221 ジン（Sud-Ouest S.O.1221 Djinn）は、フランスのシュド・ウエスト社、後のシュド・アビアシオン社で設計、製造された2座席の軽ヘリコプターである。この機のローターはブレードの先端から噴出される圧縮空気ジェットで回転した。

## 開発
シュド・ウエスト社の初期のアリエル チップジェット式ヘリコプターの経験が実用的な軽ヘリコプターのSO.1221 ジンの開発に繋がった。SO.1221はアリエルと同一のチップジェット方式ではなかったが、ローターブレードの先端から圧縮空気を噴出させるという方式（冷風チップジェット 、コールドサイクル式・チップジェット機構 ）を採用していた。
その推進方式は別としてSO.1221は並列2座の乗客室(キャビン) の後ろに "チュルボメカ アルトウステ" ・ターボシャフト・圧縮機駆動エンジンを搭載する通常の形式のヘリコプターであった。
無トルクのローター回転機構のため、反トルク用のテールローターの必要が無いことで、この機の剥き出しの尾部ブームには、2枚の尾翼と方向舵しかなかった。
操縦者用の露出した座席を備えた剥き出しの簡単な構造の試作機（SO.1220と命名）が1953年1月2日に初飛行を行った。この機体は推進システムの可能性を実証し、2座席の試作機が5機SO.1221として製造され1953年12月16日に初飛行を行った。数日中に高度4,789 m (15,712 ft)まで到達し、このクラスの高度記録を樹立した。
フランス陸軍は評価用に22機の前量産型を製造することを督促し、前量産型の初号機は1954年9月23日に初飛行を行った。前量産型の中の3機はアメリカ陸軍が評価用にYHO-1として購入した。フランス陸軍は100機を発注し、西ドイツ陸軍は6機を購入した。フランス陸軍でSO.1221は連絡、観測、訓練、操縦士1名に外部担架を2基付けて負傷者の搬送に使用した。
178機が製造された後で1960年代半ばにSO.1221の生産は終了した。何機かは民間に売却され、薬剤タンクと散布装置を追加した農業機として利用された。

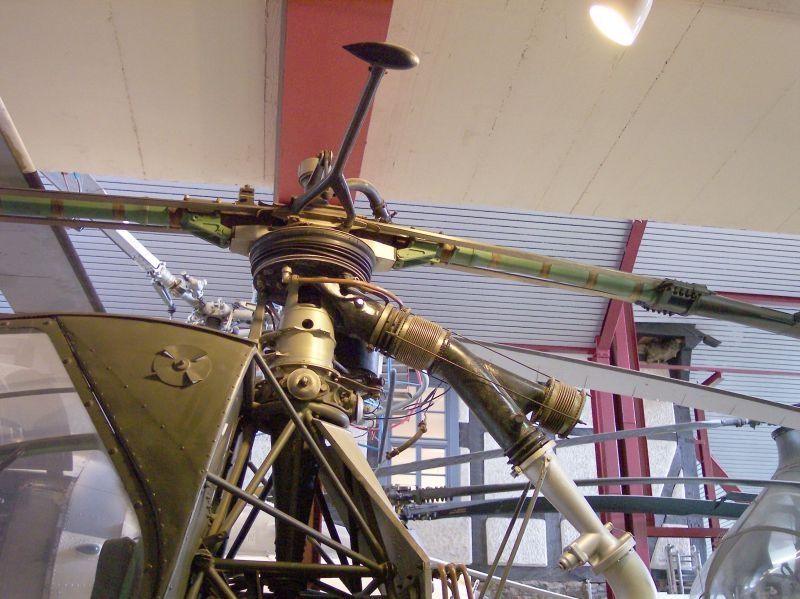
ローター部の詳細

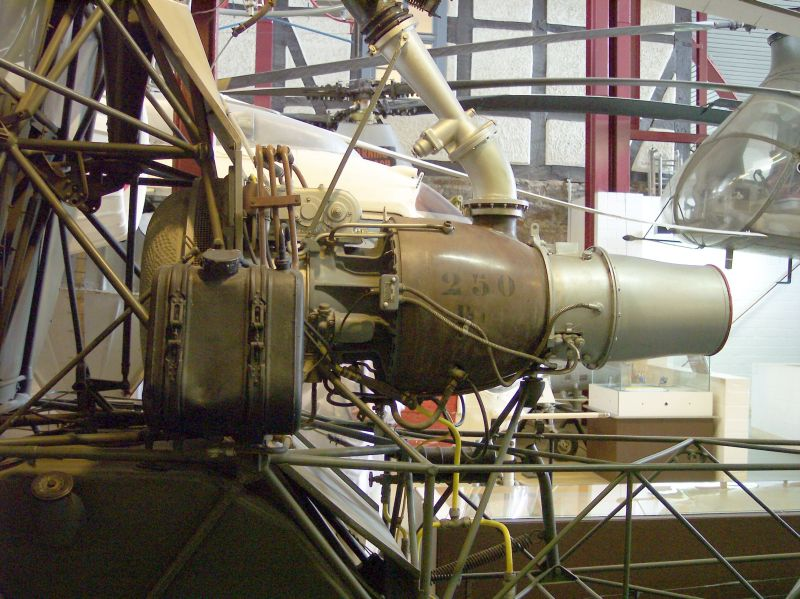
ターボ・コンプレッサー

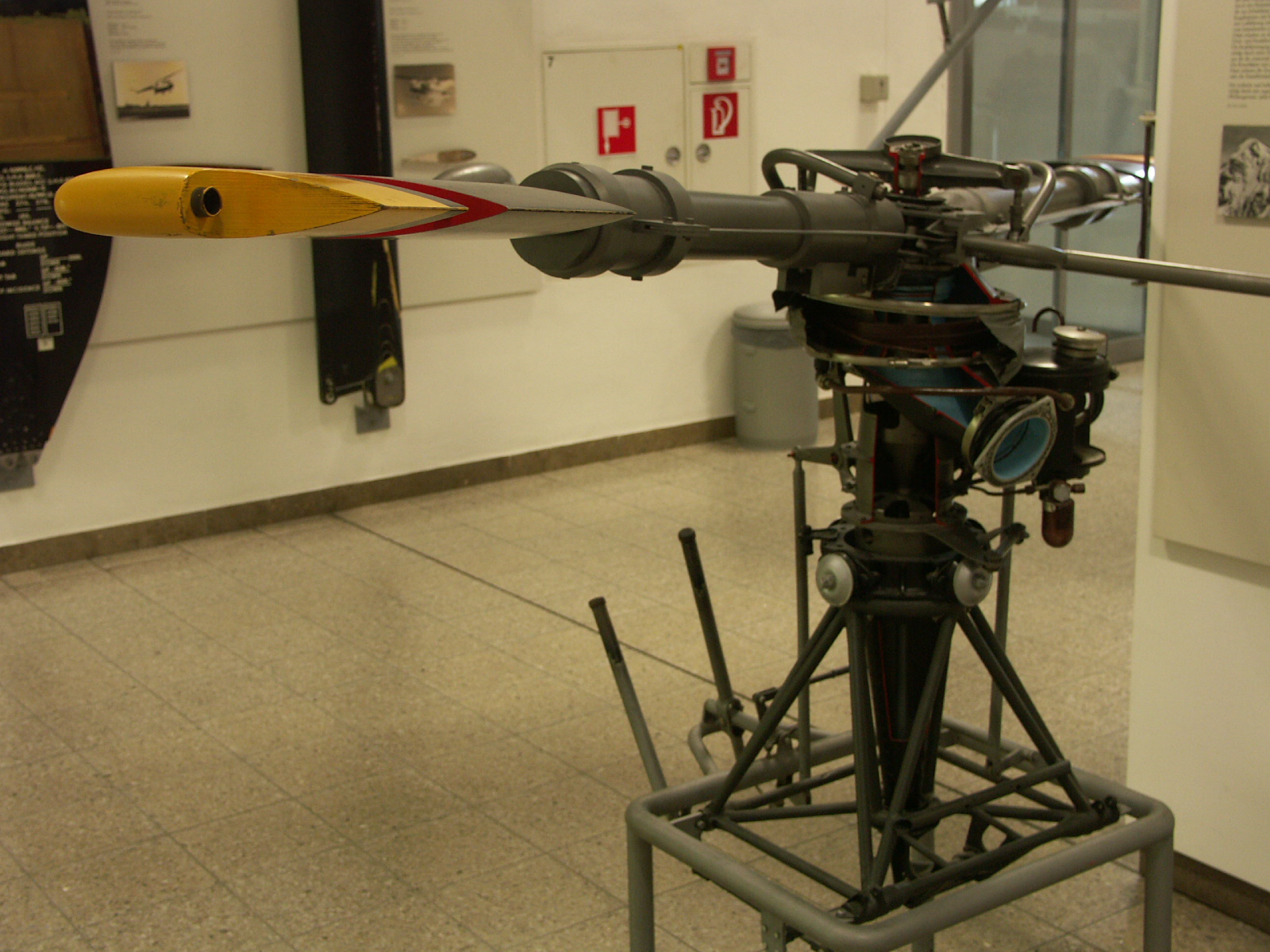
ローターマストとブレード

## 運用
フランス
フランス陸軍
 ドイツ
西ドイツ陸軍
 アメリカ合衆国
アメリカ陸軍
 メキシコ
 カメルーン

## 性能･主要諸元
- 乗員:1 名
- 乗客:2名
- 全長：5.30 m (17 ft 41⁄2 in)
- 全高：2.6 m (8 ft 61⁄4 in)
- 主回転翼直径：11 m (36 ft 1 in)
- 円板面積：95.03 m2 (1022.96 ft2)
- 空虚重量：360 kg (704 lb)
- 全備重量：800 kg (1764 lb)
- 発動機：1 × チュルボメカ アルトウステ VI ターボコンプレッサー エンジン、 179 kW (240 hp)
- 超過禁止速度：130 km/h (81 mph)
- 巡航高度：
- 航続時間：2時間15分
- 上昇率：